# Ruffey-sur-Seille
Ruffey-sur-Seille – miejscowość i gmina we Francji, w regionie Burgundia-Franche-Comté, w departamencie Jura.
Według danych na rok 1990 gminę zamieszkiwały 602 osoby, a gęstość zaludnienia wynosiła 33 osoby/km² (wśród 1786 gmin Franche-Comté Ruffey-sur-Seille plasuje się na 265. miejscu pod względem liczby ludności, natomiast pod względem powierzchni na miejscu 135.).